# البلديات السابقة في البحرين
تم تقسيم مملكة البحرين سابقا إلى اثني عشر بلدية تدار من بلدية المنامة المركزية. في 3 يوليو 2002 حلت محلها خمس محافظات.
1. الحد.
2. المنامة.
3. المنطقة الغربية.
4. المنطقة الوسطى.
5. المنطقة الشمالية.
6. المحرق.
7. الرفاع والمنطقة الجنوبية.
8. جد حفص.
9. مدينة حمد.
10. مدينة عيسى.
11. جزر حوار.
12. سترة.

الخريطة لا تظهر مدينة حمد التي انفصلت عن الرفاع والمنطقة الجنوبية في عام 1991.
| الخريطة                              | البلدية السابقة |
| ------------------------------------ | --------------- |
|                                      |                 |
| 1. الحد                              |                 |
| 2. المنامة                           |                 |
| 3. المنطقة الغربية                   |                 |
| 4. المنطقة الوسطى                    |                 |
| 5. المنطقة الشمالية                  |                 |
| 6. المحرق                            |                 |
| 7. الرفاع والمنطقة الجنوبية          |                 |
| 8. جد حفص                            |                 |
| 9. مدينة حمد (غير موجودة في الخريطة) |                 |
| 10. مدينة عيسى                       |                 |
| 11. جزر حوار                         |                 |
| 12. سترة                             |                 |